# 石川森彦
石川 森彦（いしかわ もりひこ、1951年7月1日 - ）は、日本の漫画家。本名：石川宜彦（いしかわ のりひこ）、別名：石川のりひこ、石川巨人。千葉県出身。市川市立第二中学卒業。

## 略歴
石ノ森章太郎に師事し、1968年頃よりチーフアシスタントを務める。1972年に石ノ森章太郎プロから石森プロへ移籍し、たのしい幼稚園連載の『仮面ライダー』でデビューした。以後、テレビキャラクターのコミカライズを多く担当する。
1975年に師匠の石ノ森から「森」の字をもらい、石川森彦に改名。
1982年に独立。

## 作品リスト
- マジンガーZ（テレビランド 1974年2月号 - 9月号） [注釈 1]
- アガサ・クリスティーの名探偵ポワロとマープル（原作：アガサ・クリスティ、脚本：大橋志吉・米村正二 / NHK出版 / 全3巻）
- プロジェクトX〜挑戦者たち〜 コミック版 (7) 翼はよみがえった（原作・監修：NHKプロジェクトX制作班、作画監修：石森章太郎プロ / 宙出版）
- シャーロック・ホームズ（原作：コナン・ドイル、監修：石ノ森章太郎 / くもん出版 / 全10巻）
- GOLFマンガ 初めてのプレー&コンペ・接待
- 日経新聞編集部のマンガで学経営学の本
  - マンガ 飲食店完全バイブル―さすらいの再建人マサが行く!!（日経レストラン編集部 (著), 原田諦(イラスト？・監修) ）
  - 飲食店完全バイブル―マンガで学ぶ繁盛の法則26カ条（日経レストラン編集部 (著), 原田諦(イラスト？・監修) ）
- 集英社の学習漫画（歴史系）
- 漫画 トルストイ 人は何によって生きるか（作:レフ・トルストイ、解説:亀山郁夫、2020年、幻冬舎）
- 世界が燃えつきる日（月刊プレイコミック 1977年10月号）「劇画ロードショー」枠内の映画のコミカライズ
- ザ・ドライバー（月刊プレイコミック 1978年10月号）「劇画ロードショー」枠内の映画のコミカライズ

### 原作・石ノ森章太郎作品
- 仮面ライダー（たのしい幼稚園 1972年4月号 - 12月号、別冊たのしい幼稚園 1972年9月号、10月号）
- 仮面ライダーV3（たのしい幼稚園 1973年5月号 - 6月号、別冊たのしい幼稚園 1973年3月号 - 9月号）
- 仮面ライダーX（たのしい幼稚園 1974年4月号 - 10月号）
- 仮面ライダーアマゾン（たのしい幼稚園 1974年11月号、1975年1月号）
- 仮面ライダーストロンガー（テレビマガジン 1975年4月号 - 5月号、たのしい幼稚園 1975年5月号 - 10月号）
- 7にんの仮面ライダー（たのしい幼稚園 1976年）
- 仮面ライダー (スカイライダー)（冒険王 1979年10月号 - 1980年10月号）
- 8人ライダーVS銀河王（別冊冒険王仮面ライダー特集号 1980年1月）
- 仮面ライダースーパー1（冒険王 1980年11月号 - 1981年12月号）
- 栄光の仮面ライダー（冒険王 1982年1月号 - 3月号）
- 仮面ライダーBLACK（小学一年生 1987年12月号 - 1988年5月号、小学二年生1987年12月号 - 1988年1月号）
- 仮面ライダーブラックさん（テレビランド 1987年冬の臨時増刊3大ヒーロー大全集）
- イナズマン（小学一年生 1973年10月号 - 1974年5月号、小学館BOOK 1973年8月号 - 1974年3月号）[注釈 2]
- 秘密戦隊ゴレンジャー（小学一年生 1976年）
- ジャッカー電撃隊（小学一年生 1977年）
- 宇宙鉄人キョーダインたい超神ビビューン（たのしい幼稚園 1977年2月号-3月号）
- 燃えろアタック（テレビランド 1979年）
- 星雲仮面マシンマン（テレビランド 1984年1月号 - 10月号） [注釈 3]
- 兄弟拳バイクロッサー（テレビランド 1985年2月号 - 10月号）[注釈 3]
- ミラクルジャイアンツ童夢くん（3年の学習 1989年）

### 原作・八手三郎作品
- 超電磁マシーン ボルテスV（てれびくん 1978年2月号 - 3月号） [注釈 4]
- バトルフィーバーJ（てれびくん）
- 超新星フラッシュマン（小学一年生）
- 宇宙刑事ギャバン（冒険王）